# Esther Eroles Baena
Esther Eroles Baena (Barcelona, 12 de juny de 1973) és una exnedadora paralímpica catalana.
Membre del Club Natació Sabadell, participà a diversos campionats estatals de natació. El 1992 competí amb el Club Natació Barcelona, quan es creà la secció de natació adaptada. Internacionalment, participà als Jocs Paralímpics d'estiu de 1988, on aconseguí quatre medalles d'argent en les proves de 100 m lliures 5, 400 m lliures 5, 100 m braça 5 i 100 m esquena 5. També competí als Campionats del Món de natació adaptada de 1994. Hi guanyà la medalla d'or en 4x100 m estils S7-10 i la de bronze en 100 m papallona S9. Posteriorment, ha coordinat programes de tecnificació de la Federació Catalana d'Esports de Persones amb Discapacitat Física i com a directora de projectes de la Fundació Johan Cruyff. Des del 2023, forma part de l'equip de waterpolo adaptat del Club Natació Sabadell.